# Seria GP2 – Valencia 2011
Runda GP2 na torze Valencia – czwarta runda mistrzostw serii GP2 w sezonie 2011.

## Wyniki

### Główny wyścig

#### Wyścig
Źródło: Wyprzedź Mnie!
| P                 | + / –     | Nr | Kierowca            | Konstruktor             | Okr. | Czas / Strata | Komentarz |
| ----------------- | --------- | -- | ------------------- | ----------------------- | ---- | ------------- | --------- |
| 1                 | 2         | 11 | Romain Grosjean     | DAMS                    | 30   | 58:19,400     |           |
| 2                 | Bez zmian | 4  | Giedo van der Garde | Barwa Addax Team        | 30   | +0:15,481     | [ 2 ]     |
| 3                 | 5         | 27 | Davide Valsecchi    | Team Air Asia           | 30   | +0:20,901     |           |
| 4                 | 3         | 7  | Dani Clos           | Racing Engineering      | 30   | +0:24,010     |           |
| 5                 | 1         | 9  | Sam Bird            | iSport International    | 30   | +0:24,323     |           |
| 6                 | 5         | 26 | Luiz Razia          | Team Air Asia           | 30   | +0:24,495     |           |
| 7                 | 2         | 6  | Esteban Gutiérrez   | Lotus ART               | 30   | +0:48,097     |           |
| 8                 | 14        | 14 | Josef Král          | Arden International     | 30   | +0:51,064     |           |
| 9                 | 8         | 15 | Jolyon Palmer       | Arden International     | 30   | +0:53,632     |           |
| 10                | 8         | 18 | Michael Herck       | Scuderia Coloni         | 30   | +0:57,032     |           |
| 11                | 14        | 2  | Julián Leal         | Rapax Team              | 30   | +0:58,041     |           |
| 12                | 14        | 22 | Kevin Mirocha       | Ocean Racing Technology | 30   | +0:58,567     |           |
| 13                | 1         | 12 | Pål Varhaug         | DAMS                    | 30   | +1:06,416     |           |
| 14                | 6         | 23 | Johnny Cecotto Jr.  | Ocean Racing Technology | 30   | +1:12,085     |           |
| 15                | 9         | 20 | Rodolfo González    | Trident Racing          | 30   | +1:20,090     |           |
| 16                | 5         | 16 | Fairuz Fauzy        | Super Nova Racing       | 30   | +1:25,296     |           |
| 17                | 1         | 21 | Stefano Coletti     | Trident Racing          | 30   | +1:44,986     |           |
| 18                | 5         | 19 | Kevin Ceccon        | Scuderia Coloni         | 29   | +1 okr.       |           |
| Niesklasyfikowani |           |    |                     |                         |      |               |           |
|                   |           | 24 | Max Chilton         | Carlin                  | 23   |               |           |
|                   |           | 8  | Christian Vietoris  | Racing Engineering      | 15   |               |           |
|                   |           | 17 | Luca Filippi        | Super Nova Racing       | 14   |               |           |
|                   |           | 3  | Charles Pic         | Barwa Addax Team        | 13   |               |           |
|                   |           | 5  | Jules Bianchi       | Lotus ART               | 0    |               |           |
|                   |           | 10 | Marcus Ericsson     | iSport International    | 0    |               |           |
|                   |           | 25 | Álvaro Parente      | Carlin                  | 0    |               |           |
|                   |           | 1  | Fabio Leimer        | Rapax Team              | 0    |               |           |
| P                 | + / –     | Nr | Kierowca            | Konstruktor             | Okr. | Czas / Strata | Komentarz |

#### Najszybsze okrążenie
| Nr | Kierowca        | Konstruktor | Czas     | Okr. |
| -- | --------------- | ----------- | -------- | ---- |
| 11 | Romain Grosjean | DAMS        | 1:49,591 | 20   |

### Sprint

#### Wyścig
Źródło: Wyprzedź Mnie!
| P                 | + / –     | Nr | Kierowca            | Konstruktor             | Okr. | Czas / Strata | Komentarz |
| ----------------- | --------- | -- | ------------------- | ----------------------- | ---- | ------------- | --------- |
| 1                 | 1         | 6  | Esteban Gutiérrez   | Lotus ART               | 23   | 43:34,905     |           |
| 2                 | 1         | 26 | Luiz Razia          | Team Air Asia           | 23   | +0:12,995     |           |
| 3                 | 4         | 4  | Giedo van der Garde | Barwa Addax Team        | 23   | +0:13,842     |           |
| 4                 | 2         | 27 | Davide Valsecchi    | Team Air Asia           | 23   | +0:26,633     |           |
| 5                 | Bez zmian | 7  | Dani Clos           | Racing Engineering      | 23   | +0:30,130     |           |
| 6                 | 4         | 18 | Michael Herck       | Scuderia Coloni         | 23   | +0:30,374     |           |
| 7                 | 17        | 5  | Jules Bianchi       | Lotus ART               | 23   | +0:34,651     |           |
| 8                 | 4         | 22 | Kevin Mirocha       | Ocean Racing Technology | 23   | +0:34,677     |           |
| 9                 | 2         | 2  | Julián Leal         | Rapax Team              | 23   | +0:36,728     |           |
| 10                | 3         | 12 | Pål Varhaug         | DAMS                    | 23   | +0:37,615     |           |
| 11                | 14        | 10 | Marcus Ericsson     | iSport International    | 23   | +0:40,932     |           |
| 12                | 8         | 9  | Sam Bird            | iSport International    | 23   | +0:42,599     |           |
| 13                | 7         | 8  | Christian Vietoris  | Racing Engineering      | 23   | +0:44,840     |           |
| 14                | 9         | 1  | Fabio Leimer        | Rapax Team              | 23   | +0:46,014     |           |
| 15                | 6         | 17 | Luca Filippi        | Super Nova Racing       | 23   | +0:46,777     |           |
| 16                | Bez zmian | 16 | Fairuz Fauzy        | Super Nova Racing       | 23   | +0:57,433     |           |
| 17                | 3         | 23 | Johnny Cecotto Jr.  | Ocean Racing Technology | 23   | +1:08,309     |           |
| 18                | 8         | 25 | Álvaro Parente      | Carlin                  | 23   | +1:11,936     |           |
| 19                | 2         | 21 | Stefano Coletti     | Trident Racing          | 21   | +2 okr.       |           |
| 20                | 2         | 19 | Kevin Ceccon        | Scuderia Coloni         | 21   | +2 okr.       |           |
| Niesklasyfikowani |           |    |                     |                         |      |               |           |
|                   |           | 14 | Josef Král          | Arden International     | 14   |               |           |
|                   |           | 15 | Jolyon Palmer       | Arden International     | 14   |               |           |
|                   |           | 24 | Max Chilton         | Carlin                  | 3    |               |           |
|                   |           | 11 | Romain Grosjean     | DAMS                    | 0    |               |           |
|                   |           | 20 | Rodolfo González    | Trident Racing          | 0    |               |           |
|                   |           | 3  | Charles Pic         | Barwa Addax Team        | 0    |               |           |
| P                 | + / –     | Nr | Kierowca            | Konstruktor             | Okr. | Czas / Strata | Komentarz |

#### Najszybsze okrążenie
| Nr | Kierowca        | Konstruktor    | Czas     | Okr. |
| -- | --------------- | -------------- | -------- | ---- |
| 21 | Stefano Coletti | Trident Racing | 1:49,690 | 6    |

#### Premia za najszybsze okrążenie w TOP 10
| Nr | Kierowca          | Konstruktor | Czas     | Okr. |
| -- | ----------------- | ----------- | -------- | ---- |
| 6  | Esteban Gutiérrez | Lotus ART   | 1:49,916 | 9    |

### Lista startowa
| Team                    | Nr | Kierowca            |
| ----------------------- | -- | ------------------- |
| Rapax Team              | 1  | Fabio Leimer        |
| Rapax Team              | 2  | Julián Leal         |
| Barwa Addax Team        | 3  | Charles Pic         |
| Barwa Addax Team        | 4  | Giedo van der Garde |
| Lotus ART               | 5  | Jules Bianchi       |
| Lotus ART               | 6  | Esteban Gutiérrez   |
| Racing Engineering      | 7  | Dani Clos           |
| Racing Engineering      | 8  | Christian Vietoris  |
| iSport International    | 9  | Sam Bird            |
| iSport International    | 10 | Marcus Ericsson     |
| DAMS                    | 11 | Romain Grosjean     |
| DAMS                    | 12 | Pål Varhaug         |
| Arden International     | 14 | Josef Král          |
| Arden International     | 15 | Jolyon Palmer       |
| Super Nova Racing       | 16 | Fairuz Fauzy        |
| Super Nova Racing       | 17 | Luca Filippi        |
| Scuderia Coloni         | 18 | Michael Herck       |
| Scuderia Coloni         | 19 | Kevin Ceccon        |
| Trident Racing          | 20 | Rodolfo González    |
| Trident Racing          | 21 | Stefano Coletti     |
| Ocean Racing Technology | 22 | Kevin Mirocha       |
| Ocean Racing Technology | 23 | Johnny Cecotto Jr.  |
| Carlin                  | 24 | Max Chilton         |
| Carlin                  | 25 | Álvaro Parente      |
| Team Air Asia           | 26 | Luiz Razia          |
| Team Air Asia           | 27 | Davide Valsecchi    |